# Leśniewo (województwo warmińsko-mazurskie)
Leśniewo (niem. Fürstenau) – wieś w Polsce, położona w województwie warmińsko-mazurskim, w powiecie kętrzyńskim, w gminie Srokowo.
W latach 1975–1998 miejscowość administracyjnie należała do województwa olsztyńskiego.
Wieś znajduje się przy południowo-zachodnim brzegu Jeziora Rydzówka. Wyspy i mały półwysep przy leśniczówce Rydzówka stanowią rezerwat ptactwa wodnego oraz ptaków, zatrzymujących się tu w trakcie przelotów.
Na północny zachód od wsi znajduje się Diabla Góra. Na zachód od wsi przebiega Kanał Mazurski, w pobliżu wsi znajdują się dwie nieukończone śluzy (Leśniewo Górne i Leśniewo Dolne). Wchodzą one w skład tzw. Kanału Mazurskiego, który miał połączyć jeziora mazurskie z Bałtykiem. Prace nad projektem pierwotnie rozpoczęto jeszcze w 1911 roku, jednak większego rozmachu i statusu "projektu tajnego" otrzymał on po przejęciu władzy w Niemczech (na terenie których leżało wówczas Leśniewo) przez hitlerowców.
| SIMC    | Nazwa       | Rodzaj                  |
| ------- | ----------- | ----------------------- |
| 0488444 | Kaczory     | części wsi (do 2023 r.) |
| 0488450 | Księży Dwór | części wsi              |

## Historia
Wieś lokowana na prawie chełmińskim w latach 1380–1390. Obszar wsi wynosił 52 włóki, a osadnicy płacili czynsz w wysokości pół grzywny i dwóch kur od włóki.
Daniny z kur nie było już w 1437.
W roku 1970 w Leśniewie była czteroklasowa szkoła podstawowa, punkt biblioteczny i sala kinowa na 60 miejsc. Kino objazdowe dojeżdżało z Kętrzyna.
Leśniewo jest sołectwem do którego należą: Leśniewo, Księży Dwór i Kaczory.

## Demografia
W 1785 we wsi było 38 domów, a w 1817 liczba ich wzrosła do 46.
Liczba mieszkańców: w 1817 – 445 osób, w 1939 – 778, w 1970 – 367.

## Galeria

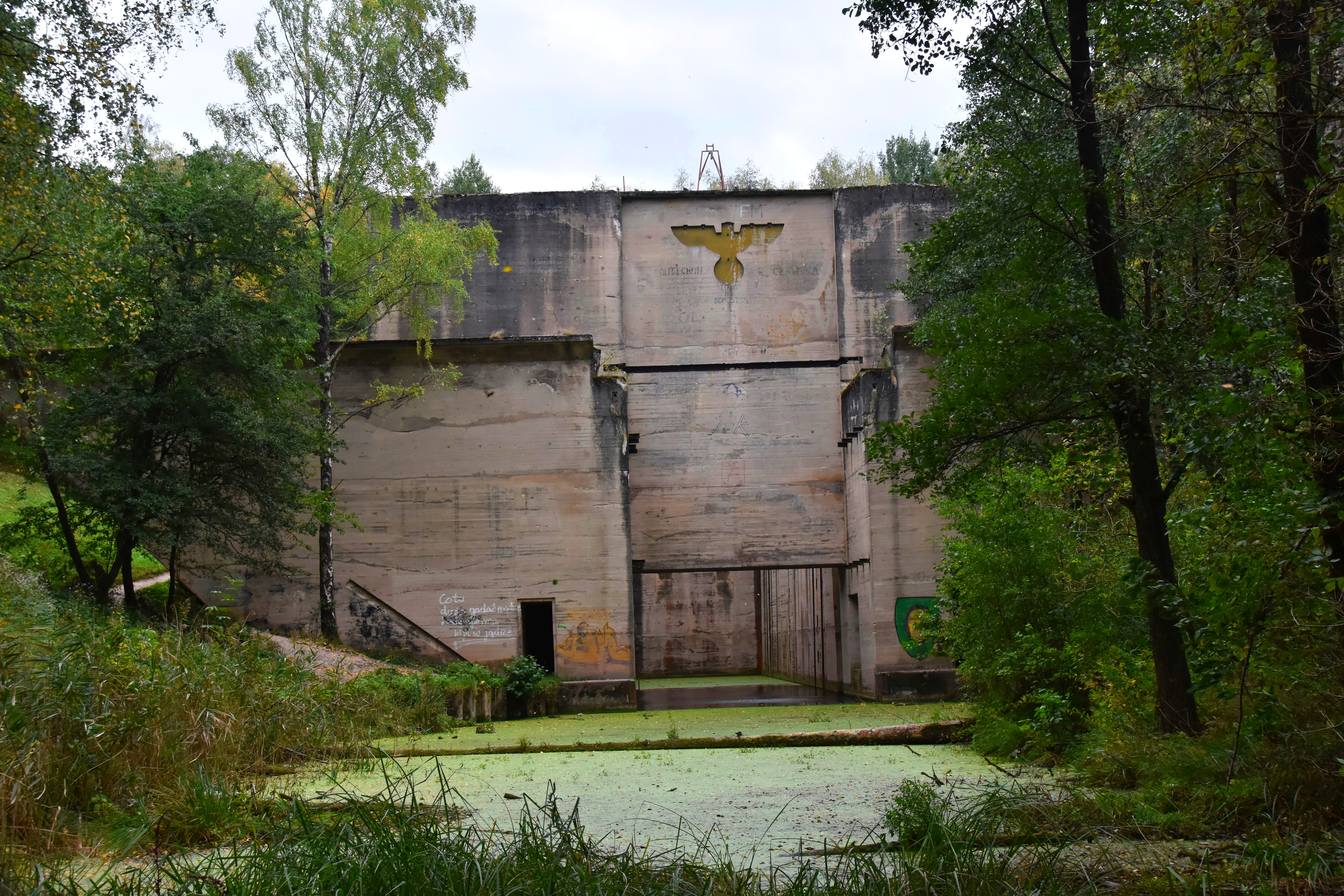
Śluza – Leśniewo Górne
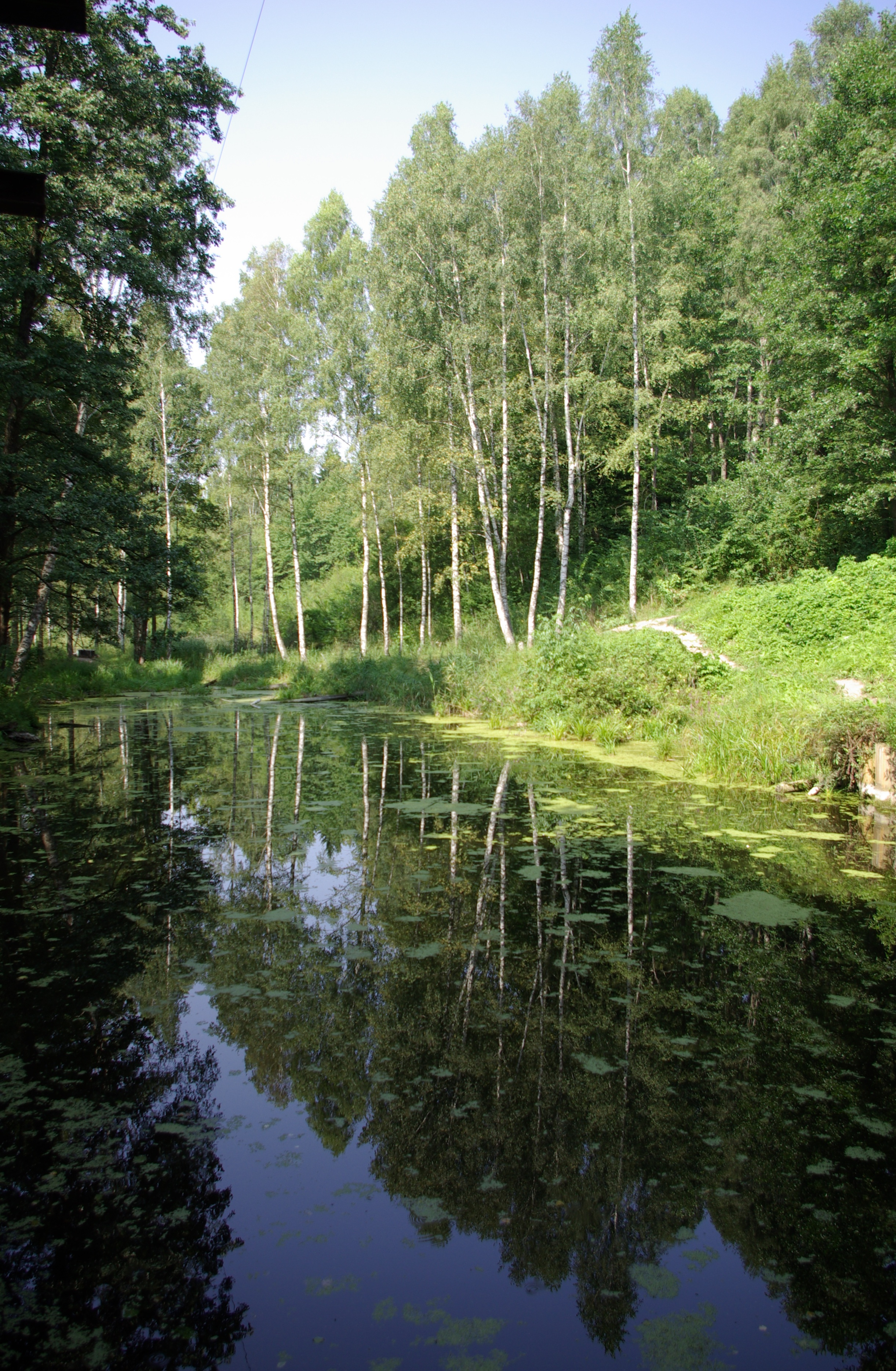
Kanał Mazurski w pobliżu Leśniewa
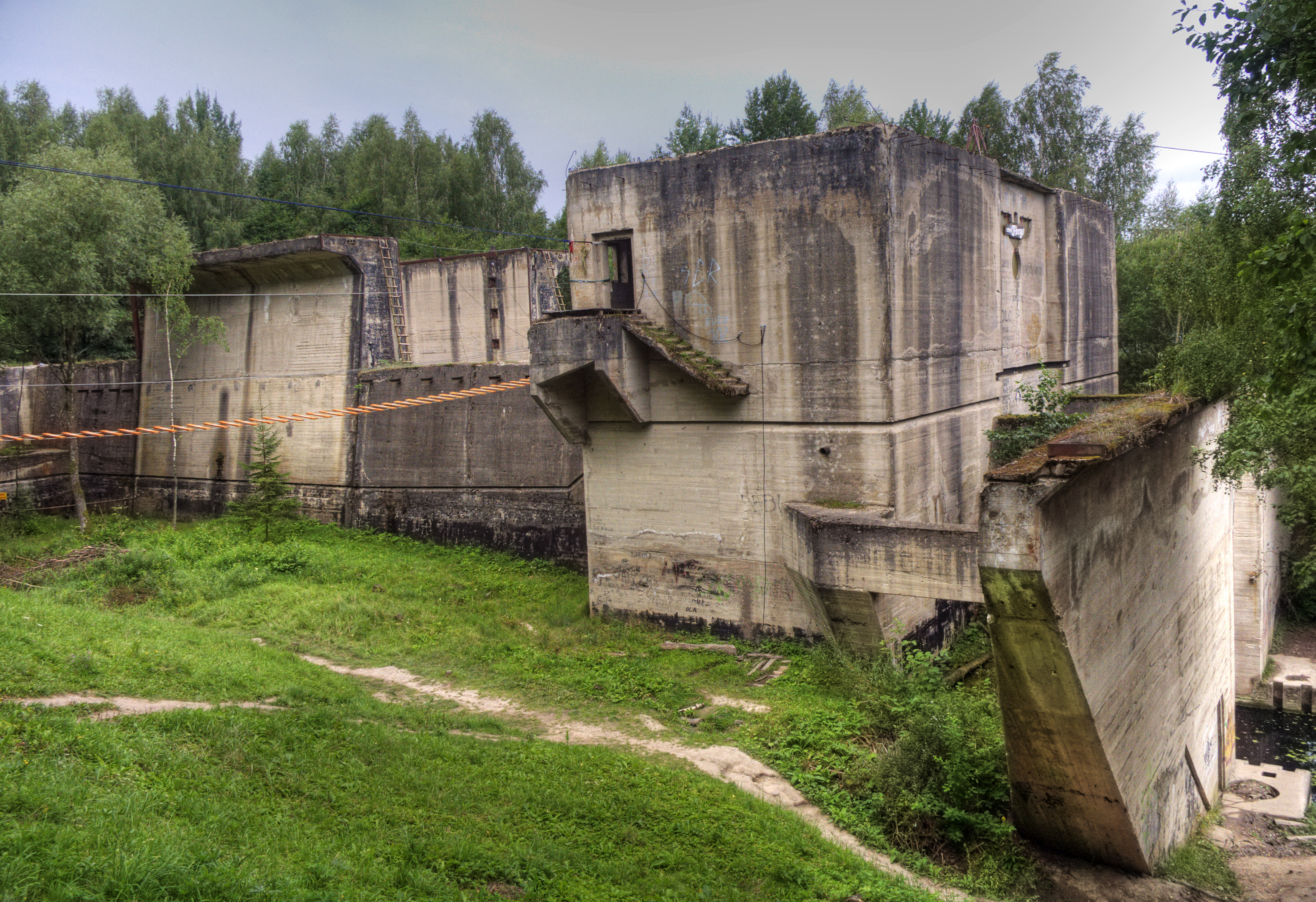
Niedokończona śluza Leśniewo Górne
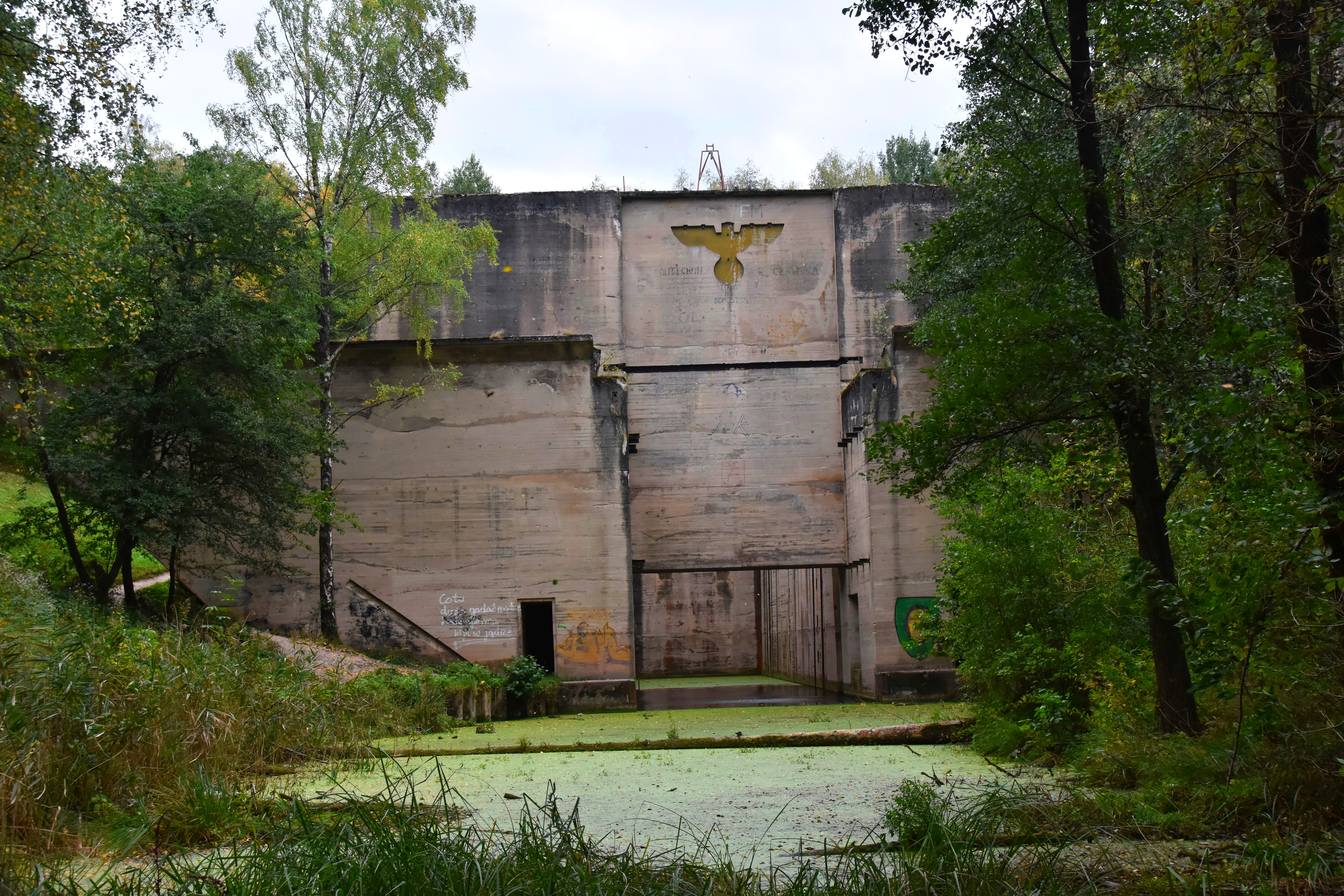
Śluza Leśniewo Górne
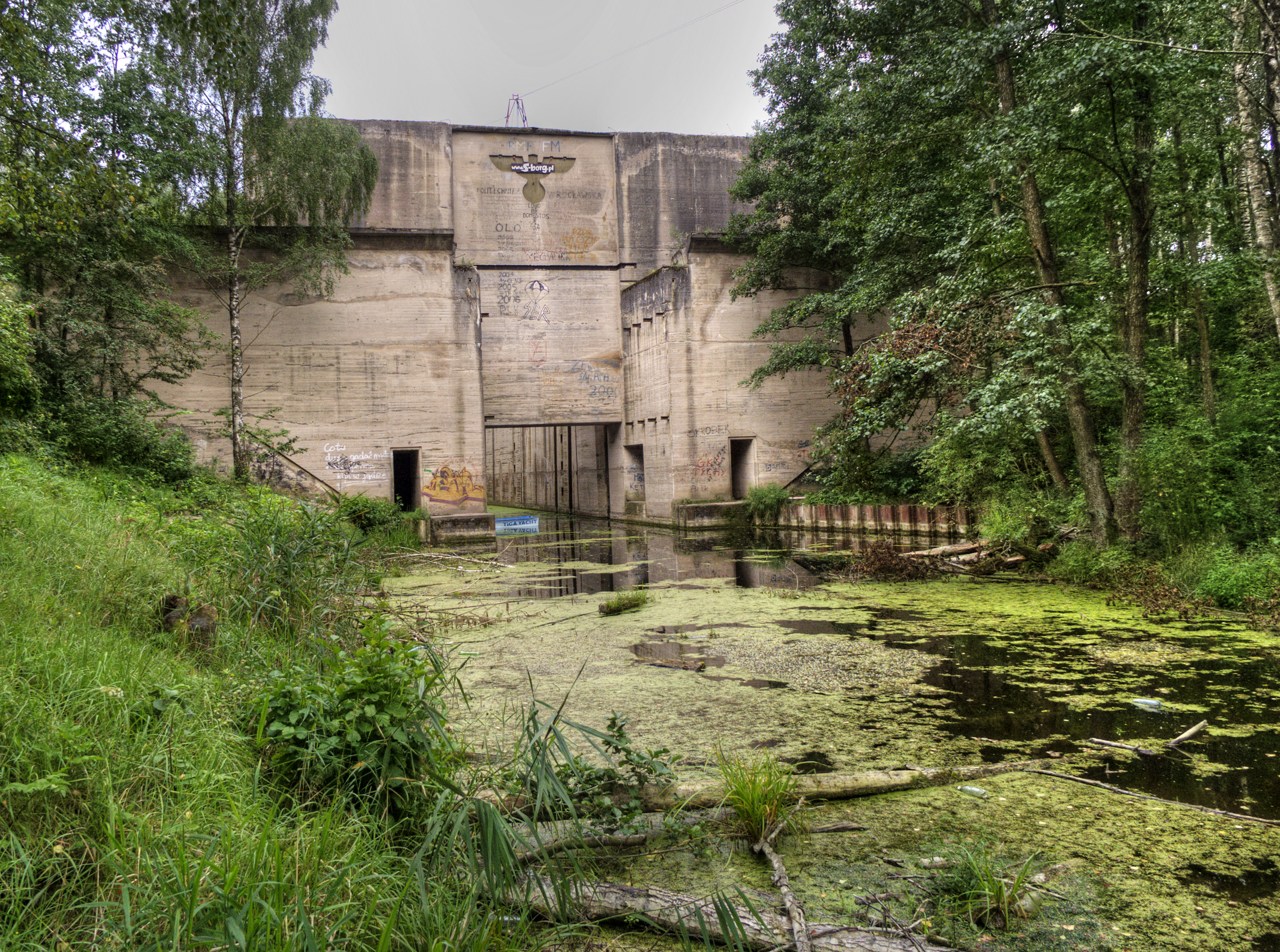
Fragment kanału przed śluzą
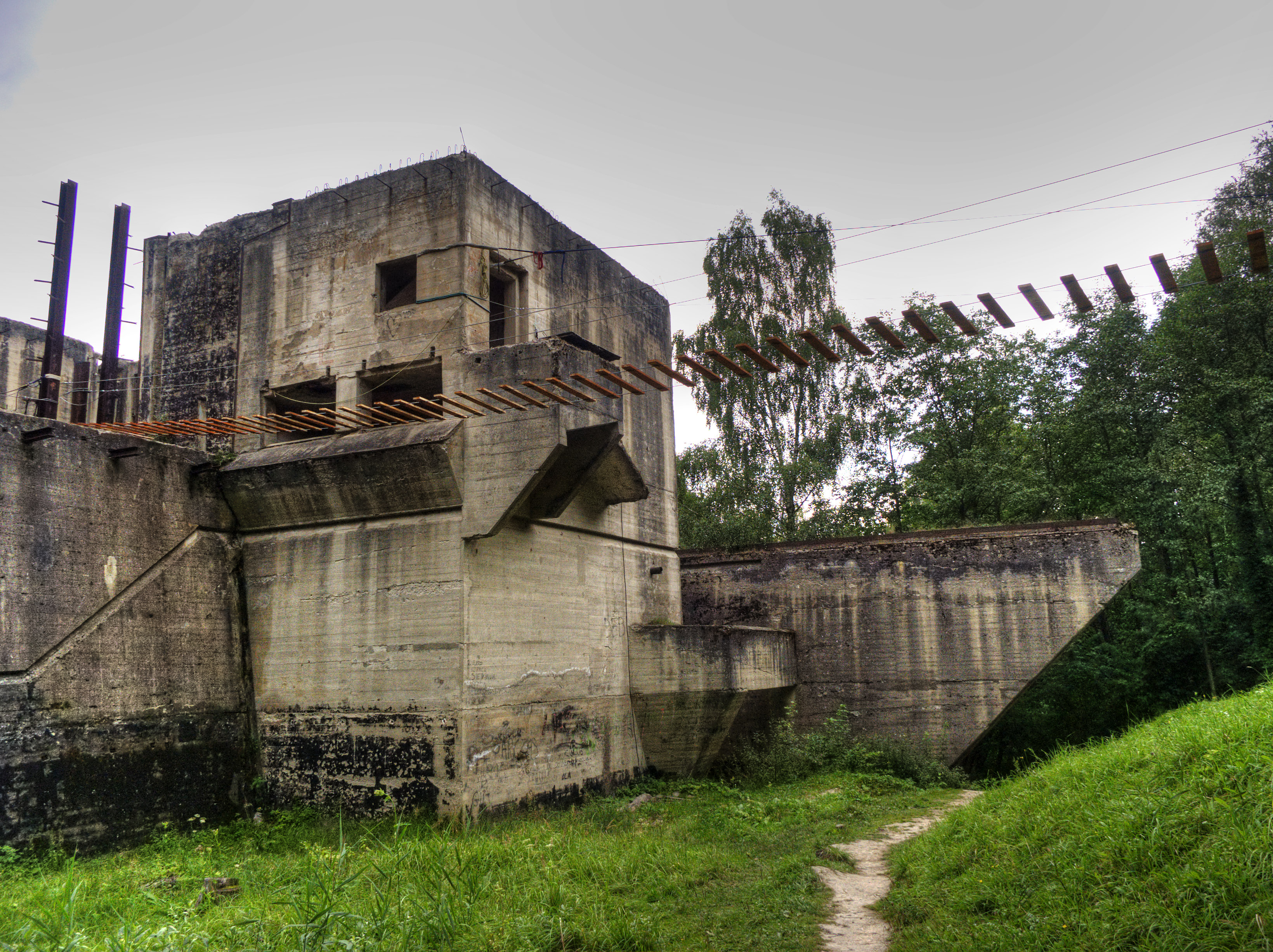
Park linowy na terenie śluzy
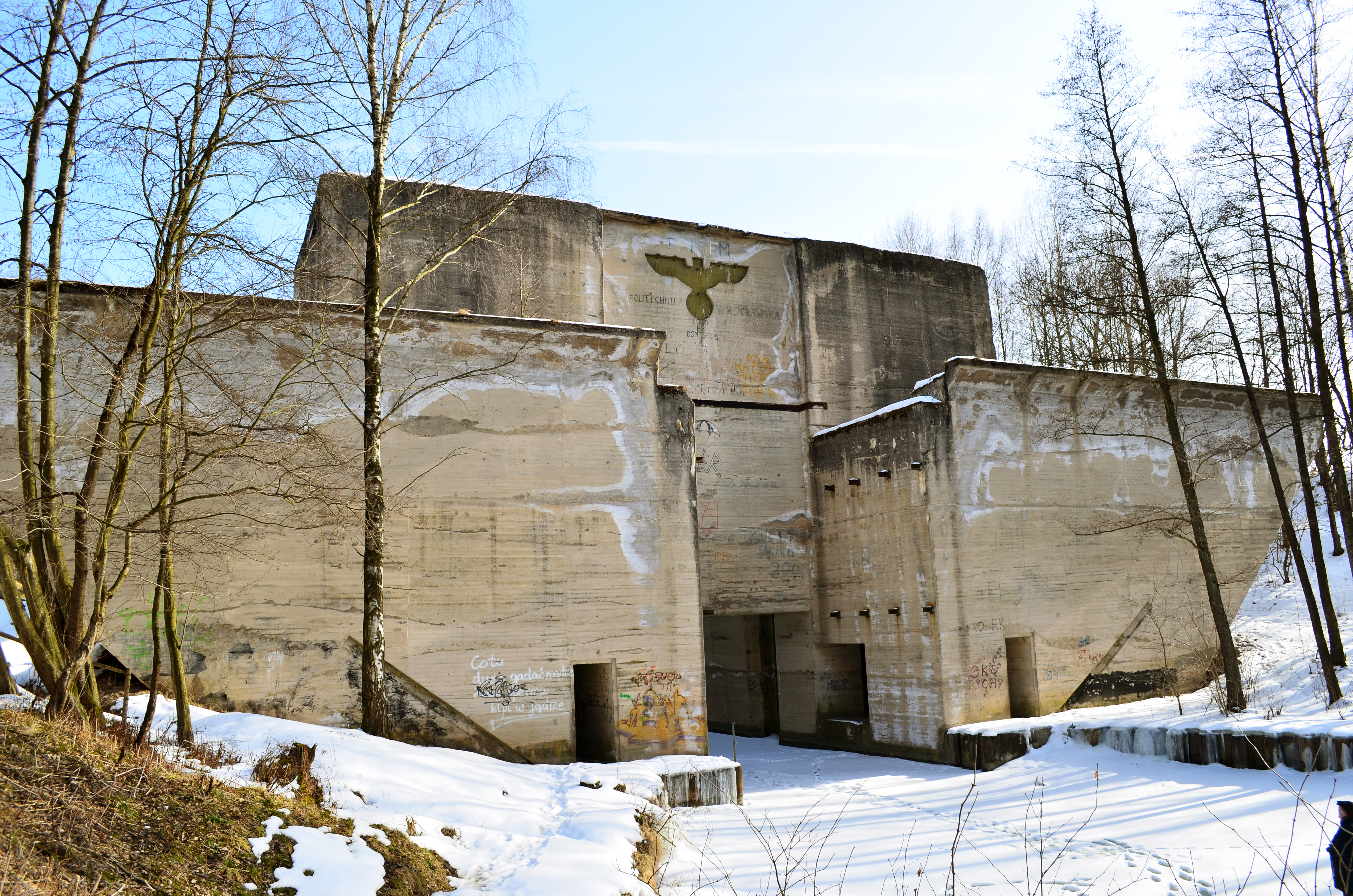
Śluza Leśniewo Górne zimą
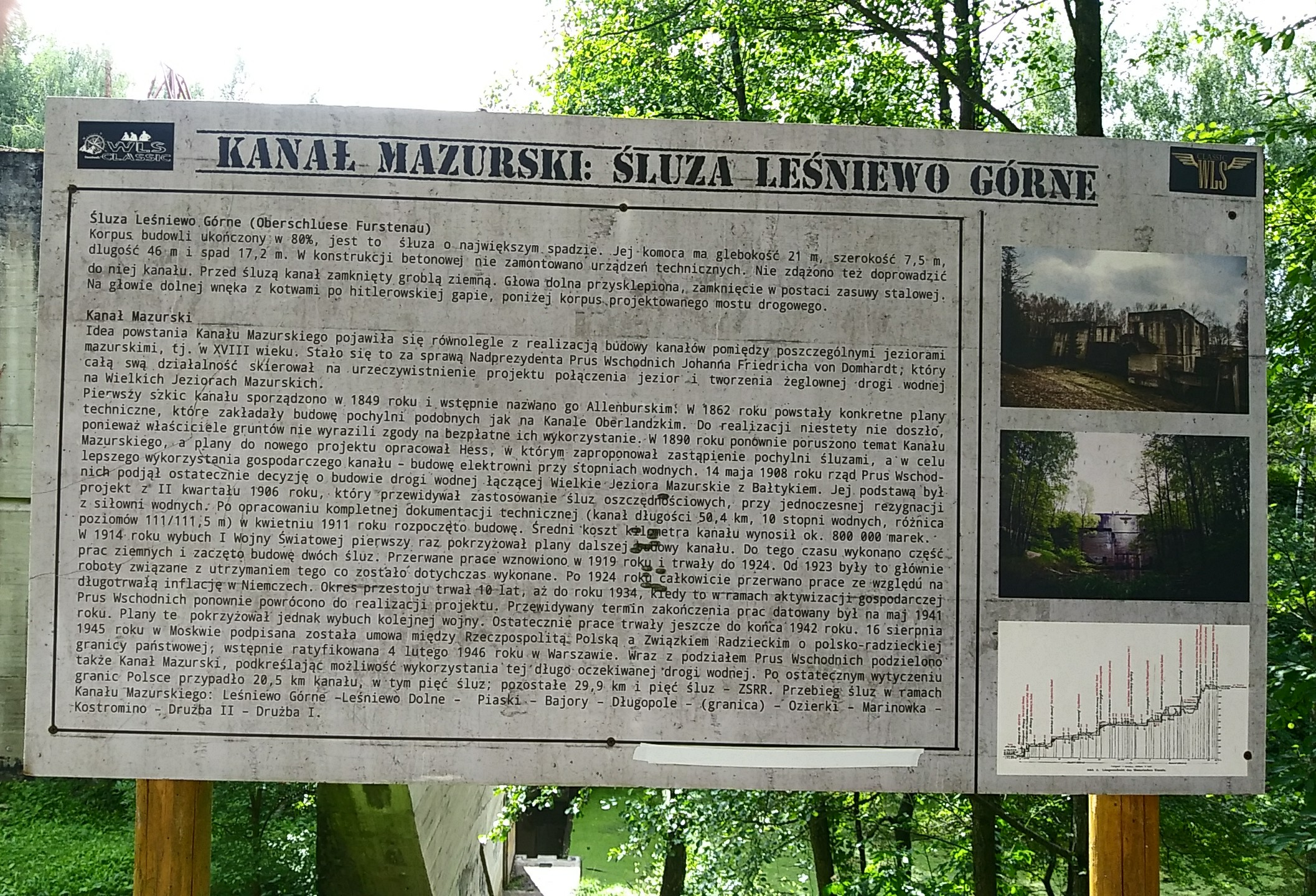
Tablica informacyjna w pobliżu śluzy